# Ferrovia Faentina
La ferrovia Faentina è una linea ferroviaria di proprietà statale che collega Firenze con Faenza via Borgo San Lorenzo.

## Storia
| Tratta                    | Inaugurazione  |
| ------------------------- | -------------- |
| Faenza–Fognano            | 9 gennaio 1887 |
| Fognano–Marradi           | 26 agosto 1888 |
| Firenze–Borgo San Lorenzo | 8 aprile 1890  |
| Marradi–Borgo San Lorenzo | 21 aprile 1893 |

### Ideazione
Agli inizi degli anni 1840 nel Granducato di Toscana si cominciavano a costruire le prime ferrovie lungo le facili direttrici interne, ma già si pensava a come poter valicare la catena degli Appennini.
Tra i molti progetti presentati quello forse più praticabile era quello del padre Giovanni Antonelli che prevedeva di risalire la valle dell'Arno fino a Pontassieve, poi il fiume Sieve e valicare le montagne lungo la direttrice Dicomano - Villore (frazione di Vicchio) - Marradi, proseguendo poi tranquillamente lungo la valle del fiume Lamone fino a Faenza.
Il tracciato era abbastanza semplice, sfruttava gli ampi fondovalle tranne che per circa 10~15 km all'altezza del crinale appenninico ed aveva il vantaggio di porre in comunicazione il comune granducale di Marradi, orograficamente parte della Romagna, con la patria.
Nei dieci anni successivi le discussioni furono animate, ma alla fine le preferenze andarono al tracciato Pistoia-Bologna che, seppur molto più impegnativo nella parte toscana, era più corto e poteva sfruttare la già esistente Ferrovia Maria Antonia. Per avere un collegamento ferroviario diretto tra Firenze e Bologna si sarebbe dovuto aspettare ancora 80 anni.
Nel 1863 venne inaugurata la Porrettana ma l'immenso successo ne dimostrò subito l'inadeguatezza, e le discussioni sui possibili tracciati di una seconda linea transappenninica ripresero vigore, particolarmente dal 1865 con il trasferimento della capitale del Regno d'Italia prima a Firenze e poi nel 1871 a Roma.
Si fece un'opera di mediazione tra i progetti esistenti, ed altre accese discussioni nacquero riguardo al tracciato dal Mugello a Firenze. Le scelte possibili erano tra un percorso facile e diretto verso Roma via Pontassieve oppure un percorso difficile ma favorevole a Firenze via Vaglia.

### Costruzione
La linea fu infine finanziata dalla legge Baccarini.
Il 9 novembre 1880, mentre ancora la questione dell'avvicinamento a Firenze non era stata risolta, anzi era oggetto di intensi dibattiti parlamentari, cominciarono i lavori da Faenza verso Marradi, che fu raggiunta il 26 agosto 1888.
Intanto, fu finalmente presa una decisione: la ferrovia doveva seguire il percorso diretto verso Firenze. I lavori della tratta Firenze - Borgo San Lorenzo iniziarono nel 1884 e si conclusero l'8 aprile 1890.
Il 31 maggio 1890 si iniziarono anche i lavori della tratta centrale, quella tra Borgo San Lorenzo e Marradi, che sicuramente era la più impegnativa, prevedendo numerose gallerie.
L'intera opera fu inaugurata il 23 aprile 1893.

### Sviluppo
Pur collegando Firenze (via Vaglia) a Bologna con soli 19 km in più rispetto alla Porrettana, la linea presentava migliorie rispetto a quest'ultima: l'altezza di valico era di 578 metri, 100 in meno della Porrettana, la pendenza massima era del 25 per mille, simile all'altra linea, ma rilevata su tratte corte ed intervallate, contro le rampe continue tra Pistoia e Pracchia dell'altra linea.
Nonostante ciò la Faentina rimase sempre una linea secondaria perché fortemente penalizzata dal doppio valico (gallerie di Pratolino e degli Allocchi), fattore che incideva pesantemente sui costi di esercizio in termini di consumo di carbone e questo la relegò ad un interesse prettamente locale o di servizio al traffico merci generato soprattutto sul versante romagnolo.
Anche durante la prima guerra mondiale, quando il traffico ferroviario raggiunse picchi estremi per la capacità della rete dell'epoca, la Porrettana era interessata da oltre 70 coppie di convogli al giorno, mentre per la Faentina ne operavano solo 60.
L'elettrificazione fu iniziata ma mai completata in quanto inizialmente si preferì concentrare le risorse sull'elettrificazione della Porrettana; successivamente la prospettiva di una prossima apertura della direttissima suggerì di non riprendere i lavori.
Naturalmente l'inaugurazione della direttissima Firenze - Bologna tolse molta importanza alla linea, riducendone di molto il traffico e ridimensionandone il ruolo.
Intanto non ci si era dimenticati della tratta Borgo San Lorenzo - Pontassieve, che avrebbe sicuramente portato benefici alla bassa val di Sieve ed avrebbe favorito il traffico merci da Roma verso la Pianura Padana.
In pratica le polemiche sulla scelta del percorso non si erano mai placate, le comunità locali reclamavano il loro treno ed alla fine tale tratta fu costruita ed inaugurata il 29 giugno 1913.
Per impossibilità tecnica, o per mancanza di volontà, il raccordo con le linee esistenti era fatto a Pontassieve nella sola direzione Firenze, ed a Borgo San Lorenzo sempre nella sola direzione Firenze. In pratica si costruì un "anello ferroviario" nel Mugello utile per il traffico locale, ma i treni merci a lunga percorrenza dovevano effettuare necessariamente un doppio regresso.
Le vicende belliche della seconda guerra mondiale infierirono profondamente sulla linea, prima con i bombardamenti alleati e poi con le distruzioni causate dai nazisti in ritirata.
I danni furono tali, e l'interesse così basso, che la linea fu ripristinata solo il 13 ottobre 1957, con l'esclusione di quasi tutta la tratta Borgo San Lorenzo - Firenze via Vaglia; i binari terminavano a San Piero a Sieve, pochi chilometri dopo Borgo San Lorenzo. Il collegamento della Faentina con Firenze era quindi possibile solo tramite Pontassieve, che però necessitava del regresso a Borgo San Lorenzo, con un ulteriore allungamento dei tempi di percorrenza.
La tratta San Piero a Sieve-Borgo San Lorenzo, riattivata nel 1952, fu comunque chiusa nel 1971.

### Anni 2000

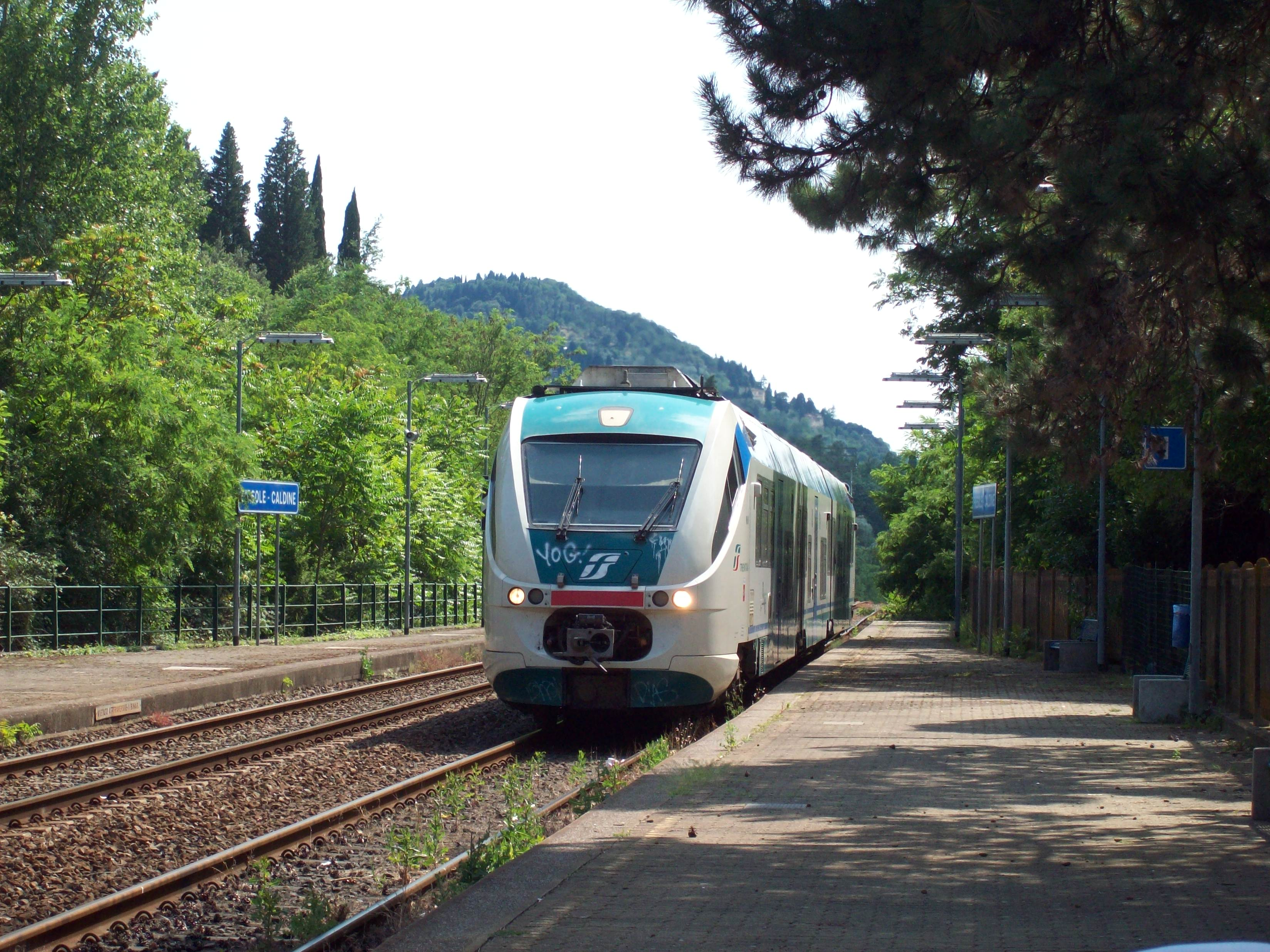
Luglio 2013, Minuetto in arrivo alla stazione di Fiesole Caldine

All'inizio degli anni novanta del XX secolo gli enti locali hanno preteso da TAV S.p.A. il completamento del ripristino della vecchia linea come contropartita al passaggio della linea ad Alta Velocità-Alta Capacità Bologna-Firenze, che per chilometri corre parallela alla vecchia anche se quasi completamente in galleria.
La linea è stata riaperta il 9 gennaio 1999 ma nonostante un certo successo come servizio metropolitano i problemi non sono finiti. Il collegamento diretto con la Stazione di Firenze Santa Maria Novella avrebbe dovuto essere ripristinato nello stesso 1999, ma è stato ritardato di 4 anni. Inoltre era stata garantita l'elettrificazione della linea ma si è scoperto che le opere ricostruite così come quelle progettate ex novo non prevedono l'altezza necessaria per la posa della catenaria.
La linea è perciò utilizzata esclusivamente da automotrici termiche, inizialmente ALn 668 accoppiate in doppia trazione, in gran parte sostituite a partire dal 2007 da Minuetto in versione diesel.
Il 2008 è stato un anno di novità per la Faentina. Con l'entrata in vigore dell'orario del 9 dicembre 2007 è stato attivato anche sulla tratta Faenza-Firenze S.M.N. il Memorario, ovvero l'orario cadenzato con cadenza bioraria, che ha visto l'introduzione di due nuove coppie di corse nei giorni feriali e una nuova coppia nei giorni festivi. Non è più necessario il cambio di treno a Borgo San Lorenzo e tutti i treni arrivano direttamente nella Stazione di Santa Maria Novella, fatta qualche eccezione per alcuni treni di rinforzo nelle ore di punta diretti verso la Stazione di Firenze Campo di Marte. Nel corso degli ultimi anni il servizio è stato ulteriormente potenziato, portando in alcune fasce orarie la cadenza da bioraria a oraria.
Il 29 luglio 2012 furono soppresse le fermate di Cercina, Mimmole, Panicaglia, Salviati e Sant'Eufemia di Brisighella e la stazione di Fontebuona. Nel settembre dello stesso anno i comuni attraversati dalla linea, alcune associazioni e dei privati costituirono il comitato "Gli amici della Faentina - il treno di Dante" con lo scopo di potenziare la linea anche in un ambito turistico.
Da maggio 2023, a causa di movimenti franosi dipendenti dall’emergenza meteorologica che ha colpito l’Alto Mugello e l’Emilia-Romagna, la circolazione ferroviaria è stata sospesa tra le stazioni di Marradi-Palazzuolo sul Senio e Faenza. L'intera tratta è stata riaperta dal 27 dicembre 2023.

## Caratteristiche
La linea ha inizio lungo la ferrovia Firenze-Roma, dalla quale si dirama con un doppio raccordo all'interno dell'abitato di Firenze tra le stazioni di Santa Maria Novella e Campo di Marte, per cui è possibile innestarsi sulla linea provenendo sia dall'una che dall'altra stazione. Sul raccordo lato Campo di Marte è presente la piccola fermata a binario unico Le Cure, quindi i due rami si ricongiungono nella stazione di Firenze San Marco Vecchio, stazione molto particolare in quanto ha due binari ma è praticamente una fermata, essendo i due rami provenienti da direzioni opposte e non collegati tra loro. Il deviatoio di collegamento si trova poco dopo in direzione di Faenza, dove la linea diventa a binario unico e così rimarrà per tutta la sua estensione. Si incontra quindi la ex fermata di Salviati, costruita durante i lavori di ristrutturazione della linea negli anni 90 come posto di interscambio auto/treno per raggiungere il centro di Firenze coi mezzi pubblici, e successivamente dismessa. La linea quindi inizia la salita nella valle del torrente Mugnone, incontra la stazione di Fiesole-Caldine e subito dopo lascia la valle e con una galleria elicoidale, praticamente un tornante, inizia a salire lungo il versante destro, supera altre brevi gallerie, raggiunge la ex stazione di Montorsoli, oggi Posto di Movimento, passa con una galleria sotto il cimitero di Trespiano e imbocca la prima galleria di valico della linea, la galleria Pratolino. Superata questa, inizia a scendere verso Vaglia e San Piero a Sieve, passa contemporaneamente sotto la ferrovia Alta Velocità Firenze-Bologna con un viadotto e sopra la SP551 Traversa del Mugello con un sottopasso e raggiunge Borgo San Lorenzo. Da qui mantiene la sinistra lasciando sulla destra la linea per Pontassieve, e ricomincia a salire con larghe e sinuose curve fino a Ronta. Dopo quest'ultima località piega bruscamente a destra e si infila nel colle sul lato sinistro della valle con la galleria Croce-Razzolo-Monzagnano, che in realtà non è una galleria unica ma sono appunto come si evince dal nome tre gallerie intervallate da due brevissimi tratti aperti. Tale scelta progettuale, realizzata spesso, serviva sia per facilitare i lavori di scavo delle gallerie (scavare tre gallerie corte è più facile e veloce che scavarne una lunga perché si lavora su più fronti), sia per evacuare meglio i fumi delle locomotive che altrimenti tendevano a ristagnare all'interno delle gallerie lunghe, specialmente quelle anche in curva come questa. Superate altre brevi gallerie la linea si inoltra lungo la valle del torrente Muccione e incontra la ex stazione di Fornello, località di servizio costruita contemporaneamente alla realizzazione della ferrovia come posto di blocco e di rifornimento delle locomotive, oltre che di controllo e manutenzione della linea e della vicina galleria di valico. Oggi la stazione versa in stato di abbandono, come il resto degli edifici sparsi intorno nati come residenza degli addetti al servizio in tale località. Fra l'altro questo luogo era raggiungibile praticamente solo in treno, essendo in una zona molto impervia in mezzo alle montagne: l'unica alternativa erano i sentieri in mezzo al bosco comunque sicuramente non agevoli. Si arriva quindi alla galleria di valico, detta Galleria degli Allocchi, situata poco dopo un'altra breve galleria ed un casello, e all'interno della galleria si raggiunge il culmine della linea. La linea inizia quindi a scendere nella valle del fiume Lamone con larghe curve, numerose gallerie e viadotti, fino a raggiungere Marradi, ultimo avamposto della provincia di Firenze e quindi terra toscana ma già geograficamente in Emilia-Romagna. Qui la ferrovia lascia la sua posizione elevata lungo il versante e si dispone nel fondovalle. Da qui segue un andamento pressoché rettilineo e piano fino a Faenza, dove si innesta sulla linea Bologna-Ancona in direzione della seconda dopo aver superato gli ultimi due passaggi a livello, di tipo a semibarriere, e raggiunge poco dopo la stazione di Faenza.
| Continuation backward |

| Station on track |

| Straight track | Head station |

| Unknown route-map component "d" | Unknown route-map component "ABZgl" | Unknown route-map component "ABZglr" | Unknown route-map component "dCONTfq" |

| Unknown route-map component "d" | Unknown route-map component "ABZgl" | Unknown route-map component "KRZo" | Unknown route-map component "dCONTfq" |

| Stop on track | Straight track |

| Unknown route-map component "SHI1l" | Unknown route-map component "SHI1r" |

| Unknown route-map component "vHST" |

| (1+664) |
| 3+126   |

| Unknown route-map component "vDST" |

| (2+146) |
| 3+608   |

| Unknown route-map component "SPLe" |

| (2+679) |
| 4+153   |

| Unknown route-map component "eHST" |

| Stop on track |

| Station on track |

| Enter and exit tunnel |

| Unknown route-map component "eHST" |

| Non-passenger station/depot on track |

| Unknown route-map component "eHST" |

| Enter and exit tunnel |

| Unknown route-map component "eBHF" |

| Station on track |

| Unknown route-map component "eHST" |

| Station on track |

| Station on track |

| Unknown route-map component "CONTgq" | Unknown route-map component "KRZu" | Unknown route-map component "CONTfq" |

| Station on track |

| Unknown route-map component "CONTgq" | Unknown route-map component "ABZgr" |  |

| Unknown route-map component "hSTRae" |

| Unknown route-map component "eHST" |

| Station on track |

| Enter and exit tunnel |

| Unknown route-map component "eHST" |

| Unknown route-map component "tSTRa" |

| Unknown route-map component "tGIPl" |

| Unknown route-map component "tSTRe" |

| Station on track |

| Enter and exit tunnel |

| Enter and exit tunnel |

| Unknown route-map component "eHST" |

| Stop on track |

| Station on track |

| Stop on track |

| Straight track + Unknown route-map component "GRZq" |

| Stop on track |

| Station on track |

| Unknown route-map component "eHST" |

| Stop on track |

| Stop on track |

| Station on track |

| Unknown route-map component "eHST" |

|  | Unknown route-map component "ABZg+l" | Unknown route-map component "CONTfq" |

| Station on track |

| Unknown route-map component "CONTgq" | Unknown route-map component "ABZgr" |  |

| Continuation forward |

### Opere principali
| Opera                               | Lunghezza (m) | Tratta                              | Note                                                  |
| ----------------------------------- | ------------- | ----------------------------------- | ----------------------------------------------------- |
| Galleria artificiale Salviati       | 366           | Salviati-Pian di Mugnone            | Variante di tracciato del 1999                        |
| Galleria Monterinaldi               | 210           | Salviati-Pian di Mugnone            |                                                       |
| Ponte sul T. Mugnone                |               | Salviati-Pian di Mugnone            |                                                       |
| Galleria Spiccarello                | 414           | Salviati-Pian di Mugnone            |                                                       |
| Ponte sul T. Mugnone                | 18            | Fiesole Caldine-Mimmole             |                                                       |
| Galleria Sant'Andrea a Sveglia      | 1 192         | Fiesole Caldine-Mimmole             |                                                       |
| Galleria Basciano                   | 362           | Mimmole-Montorsoli                  |                                                       |
| Viadotto del Palagio                |               | Mimmole-Montorsoli                  |                                                       |
| Galleria Lastrucci                  | 118           | Mimmole-Montorsoli                  |                                                       |
| Galleria San Bartolo                | 480           | Mimmole-Montorsoli                  |                                                       |
| Galleria Paretaio                   | 456           | Montorsoli-Cercina                  |                                                       |
| Viadotto sul T. Docciola            | 42            | Montorsoli-Cercina                  |                                                       |
| Galleria Pratolino                  | 3 606         | Cercina-Fontebuona                  |                                                       |
| Ponte sul T. Carza                  | 20            | Fontebuona-Vaglia                   |                                                       |
| Galleria Carzola                    | 121           | Fontebuona-Vaglia                   |                                                       |
| Galleria Pratale                    | 74            | Vaglia-Campomigliaio                |                                                       |
| Galleria Tagliaferro                | 72            | Vaglia-Campomigliaio                |                                                       |
| Ponte sul F. Sieve                  | 59            | San Piero a Sieve-Borgo San Lorenzo |                                                       |
| Viadotto sul T. Le Cale             | 186           | Borgo San Lorenzo-Panicaglia        |                                                       |
| Viadotto sul Rio de' Paoli          | 242           | Borgo San Lorenzo-Panicaglia        |                                                       |
| Viadotto sul Rio Fontanacce         | 136           | Borgo San Lorenzo-Panicaglia        |                                                       |
| Ponte sul Rio Trillero              | 62            | Panicaglia-Ronta                    |                                                       |
| Viadotto sul Rio Buggiano           | 103           | Panicaglia-Ronta                    |                                                       |
| Galleria Selve                      | 313           | Panicaglia-Ronta                    |                                                       |
| Galleria Ponticino                  | 50            | Panicaglia-Ronta                    |                                                       |
| Viadotto sul Rio Morto              | 97            | Panicaglia-Ronta                    |                                                       |
| Viadotto del Poggio                 | 179           | Panicaglia-Ronta                    |                                                       |
| Ponte sul T. Cerreto                | 39            | Ronta-Fornello                      |                                                       |
| Galleria Cerreto                    | 423           | Ronta-Fornello                      |                                                       |
| Ponte sul T. Farfereto              | 10            | Ronta-Fornello                      |                                                       |
| Galleria Croce-Razzolo-Monzagnano   | 2 336         | Ronta-Fornello                      | Croce m. 224, art. Razzolo m. 59, Monzagnano m. 2 053 |
| Ponte sul T. Pesciola               | 22            | Ronta-Fornello                      |                                                       |
| Galleria Tomba                      | 782           | Ronta-Fornello                      |                                                       |
| Galleria Colombino                  | 186           | Ronta-Fornello                      |                                                       |
| Viadotto sul F.so di Bucadinora     | 55            | Ronta-Fornello                      |                                                       |
| Galleria Poggio Preti               | 117           | Ronta-Fornello                      |                                                       |
| Galleria Razzo                      | 195           | Ronta-Fornello                      |                                                       |
| Viadotto sul F.so di Faeto          | 67            | Ronta-Fornello                      |                                                       |
| Galleria Ficcapra                   | 215           | Ronta-Fornello                      |                                                       |
| Viadotto sul F.so di Valdicampi     | 92            | Ronta-Fornello                      |                                                       |
| Viadotto sul F.so del Burione       | 77            | Fornello-Crespino del Lamone        |                                                       |
| Galleria Raccozzamuccione           | 268           | Fornello-Crespino del Lamone        | 242 m. + impalcato di 26 m. lato Fornello             |
| Ponte sul T. Muccione               | 15            | Fornello-Crespino del Lamone        |                                                       |
| Galleria Appennino (degli Allocchi) | 3 793         | Fornello-Crespino del Lamone        | 3 778 m. + impalcato di 15 m. lato Fornello           |
| Ponte sul F. Lamone n. 1            | 10            | Fornello-Crespino del Lamone        |                                                       |
| Ponte sul F. Lamone n. 2            | 10            | Fornello-Crespino del Lamone        |                                                       |
| Galleria Valcava                    | 89            | Fornello-Crespino del Lamone        |                                                       |
| Galleria La Logora                  | 162           | Fornello-Crespino del Lamone        |                                                       |
| Ponte sul F. Lamone n. 3            | 18            | Fornello-Crespino del Lamone        |                                                       |
| Galleria Crespino                   | 194           | Fornello-Crespino del Lamone        |                                                       |
| Ponte sul Rio Valbura               | 89            | Crespino del Lamone-Fantino         |                                                       |
| Galleria Valbura                    | 221           | Crespino del Lamone-Fantino         |                                                       |
| Viadotto sul F.so Masera            | 89            | Crespino del Lamone-Fantino         |                                                       |
| Galleria Canali                     | 449           | Crespino del Lamone-Fantino         |                                                       |
| Viadotto sul F.so di Spedina        | 56            | Crespino del Lamone-Fantino         |                                                       |
| Galleria Salto del Cavallo          | 1 294         | Crespino del Lamone-Fantino         |                                                       |
| Galleria Lozzole                    | 401           | Crespino del Lamone-Fantino         |                                                       |
| Ponte sul F. Lamone n. 4            | 77            | Crespino del Lamone-Fantino         |                                                       |
| Galleria Fantino                    | 1 155         | Crespino del Lamone-Fantino         |                                                       |
| Ponte sul F. Lamone n. 5            | 40            | Crespino del Lamone-Fantino         |                                                       |
| Ponte sul F.so di Sieve             | 89            | Fantino-Biforco                     |                                                       |
| Galleria Casalecchio                | 167           | Fantino-Biforco                     |                                                       |
| Galleria Castagno                   | 101           | Fantino-Biforco                     |                                                       |
| Galleria Termini                    | 164           | Fantino-Biforco                     | 142 m. + impalcato di 22 m. lato Fantino              |
| Galleria Artificiale                | 37            | Fantino-Biforco                     |                                                       |
| Galleria Camurrano                  | 478           | Fantino-Biforco                     |                                                       |
| Viadotto sul F.so Camurrano         | 198           | Fantino-Biforco                     |                                                       |
| Galleria Castello                   | 430           | Fantino-Biforco                     |                                                       |
| Galleria Biforco                    | 172           | Fantino-Biforco                     |                                                       |
| Galleria Annunziata                 | 405           | Biforco-Marradi                     |                                                       |
| Galleria Vinco                      | 89            | Biforco-Marradi                     |                                                       |
| Ponte sul F. Lamone n. 6            | 199           | Biforco-Marradi                     | Viadotto di Villanceto                                |
| Galleria Archiroli                  | 373           | Biforco-Marradi                     |                                                       |
| Galleria Colombaia                  | 340           | Biforco-Marradi                     |                                                       |
| Ponte sul F. Lamone n. 7            | 94            | Biforco-Marradi                     |                                                       |
| Galleria Filetta                    | 99            | Marradi-Popolano                    |                                                       |
| Galleria Celserato                  | 68            | San Martino in Gattara-San Cassiano |                                                       |
| Galleria San Cassiano               | 363           | San Cassiano-Sant'Eufemia           |                                                       |
| Ponte sul F. Lamone n. 8            |               | San Cassiano-Sant'Eufemia           |                                                       |
| Galleria Sant'Eufemia               | 346           | San Cassiano-Sant'Eufemia           |                                                       |
| Ponte sul F. Lamone n. 9            |               | San Cassiano-Sant'Eufemia           |                                                       |
| Galleria Co                         | 84            | Sant'Eufemia-Strada Casale          |                                                       |
| Viadotto di Pontelungo              | 137           | Brisighella-Faenza                  |                                                       |
| Galleria Persolino                  | 170           | Brisighella-Faenza                  |                                                       |

## Traffico
Il servizio in tale linea è espletato da Trenitalia sulle relazioni Firenze Santa Maria Novella-Vaglia-Borgo San Lorenzo e Firenze Santa Maria Novella-Faenza.

## Materiale rotabile
I mezzi impiegati sono principalmente autotreni Minuetto, ma anche elettrotreni ibridi Blues per alcune delle relazioni che si limitano tra Firenze e Borgo San Lorenzo, e raramente treni a materiale ordinario, trainati da locomotive D.445 e composte da carrozze MDVC/MDVE.